# Monts Dartry
Les monts Dartry, en irlandais Sléibhte Dhartraí, sont une chaîne de petites montagnes tabulaires (en) située à la frontière entre le comté de Sligo et le comté de Leitrim, en Irlande.

## Géographie

### Situation

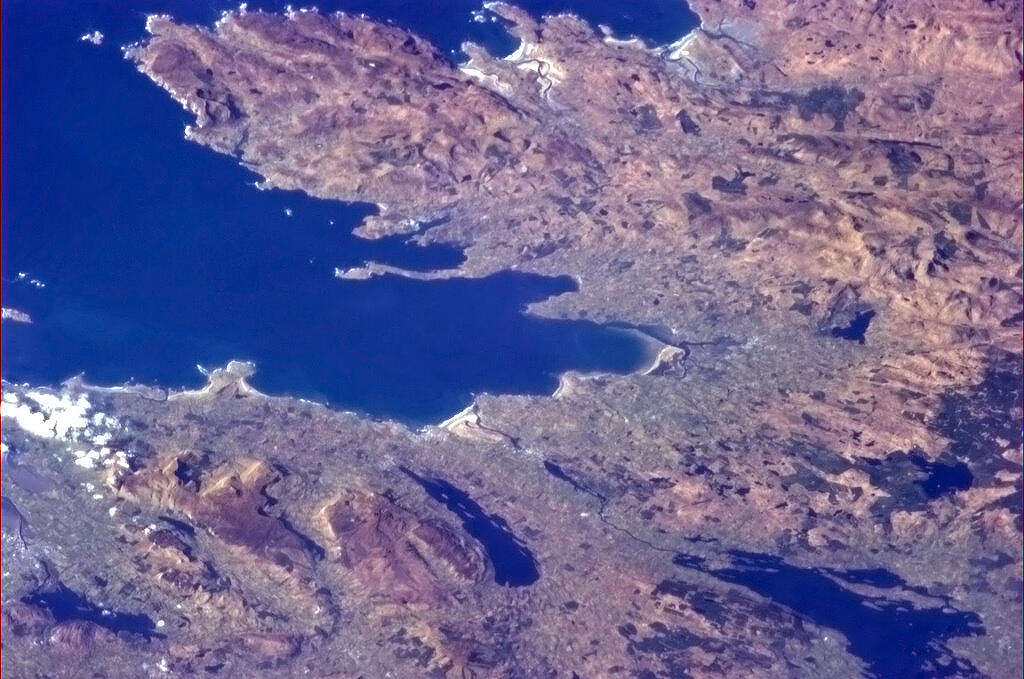
Les monts Dartry, à l'angle inférieur gauche de la photographie, vues depuis la Station spatiale internationale.

Le massif est situé à la frontière entre les comtés de Sligo et de Leitrim, tous deux dans le Connacht, dans le Nord-Ouest de l'Irlande. Les monts Dartry constituent un relief tabulaire (en) qui peut s'apparenter à un plateau,.

### Principaux sommets
| Rang | Nom                     | Altitude (mètres) |
| ---- | ----------------------- | ----------------- |
| 1    | Truskmore (en)          | 647               |
| 2    | Truskmore SE Cairn (en) | 631               |
| 3    | Tievebaun (en)          | 611               |
| 4    | Annacoona               | 597               |
| 5    | Ben Bulben              | 526               |
| 6    | Arroo                   | 523               |
| 7    | Benwiskin               | 514               |
| 8    | Benwiskin South         | 508               |
| 9    | Ben Bulben South        | 505               |
| 10   | Aganny                  | 482               |

Quelques sommets des monts Dartry
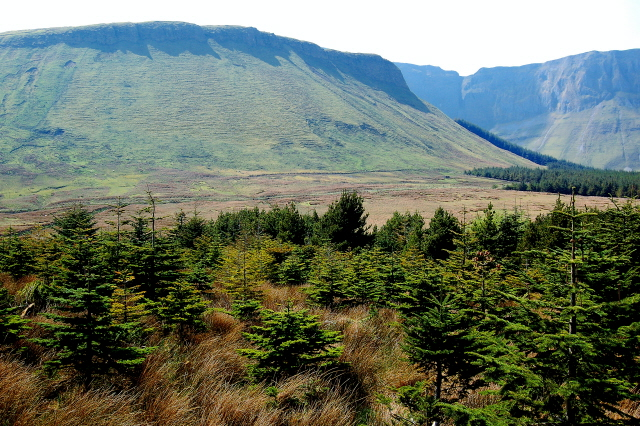
Le Truskmore (en) et l'Annacoona.
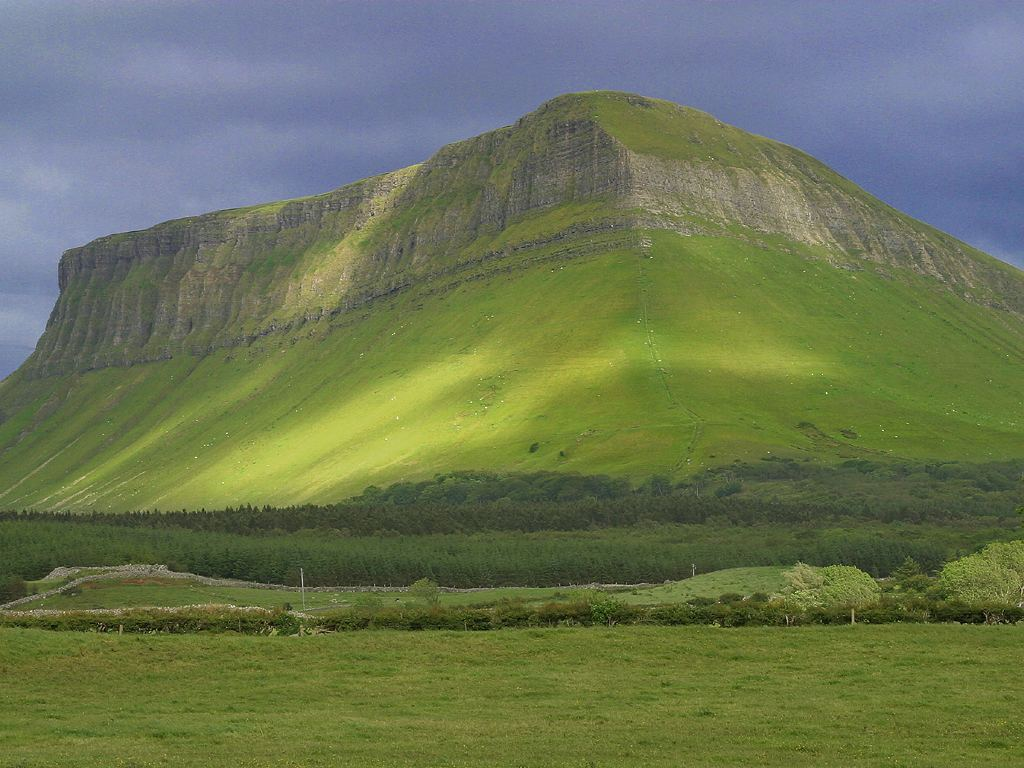
Le Ben Bulben.
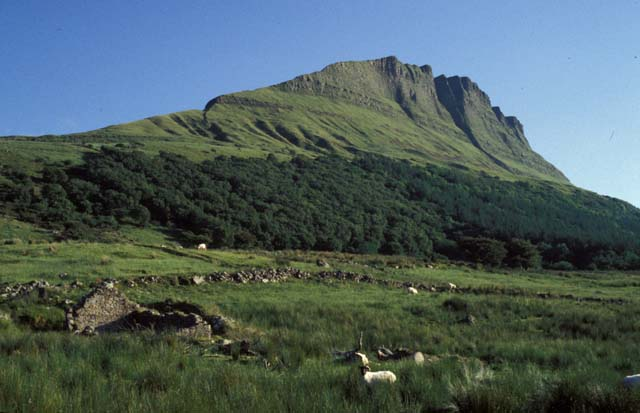
Le Benwiskin.

### Géologie

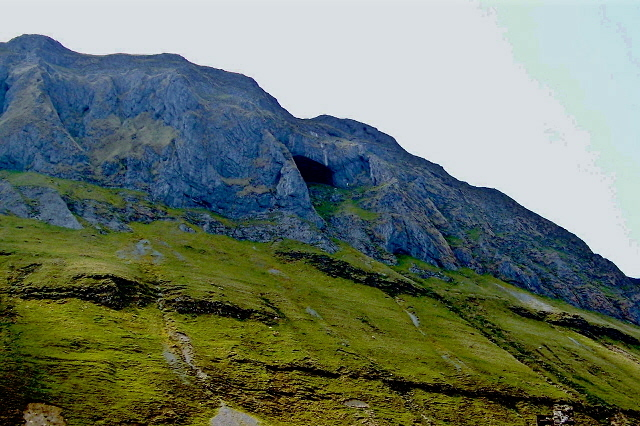
Les falaises de Gleniff, dans lesquelles la grotte de Diarmuid et Gráinne est visible au centre.

Le sol des monts Dartry ainsi que de leurs environs est d'âge carbonifère et présente plusieurs couches. Le sommet le plus élevé, le Truskmore (en), est couvert d'une fine strate de grès, également daté du Carbonifère inférieur. En dessous se retrouve généralement,.
La très faible présence de fossiles dans les niveaux calcaires suggère que les fonds marins du Carbonifère étaient très profonds. Au contraire, les schistes sous-jacents, épais d'environ 90 mètres, sont très riches en fossiles, notamment brachiopodes, coraux, bryozoaires et caniniidés. Ces schistes, caractéristiques d'une sédimentation en aval d'un delta, sont parcourus de bancs occasionnels de calcaire,.
Lors de la glaciation de Würm, les sommets ont tous été recouverts de glace, à l'exception probable du Truskmore. La fonte de ces glaces à la fin de la période glaciaire a creusé les vallées glaciaires telles que la Swiss Valley, mais aussi provoqué de vastes glissements de terrain qui ont créé les structures en forme de marches d'escalier.
La seule mine de barytine d'Irlande, active de 1894 à 1979, est située sur les monts Dartry. Le minerai s'y est déposé au sein d'une formation karstique comprenant notamment un gouffre très profond dit « Barytes Pot », sur une longueur de deux kilomètres et demi pour une épaisseur d'environ trois mètres. Le gisement de barytine est sensiblement plus jeune que les roches qui l'entourent, datant probablement de la fin du Carbonifère alors que les terrains environnants sont plutôt du début.
Le massif de Dartry abrite la plus haute grotte d'Irlande, celle de Diarmuid et Gráinne. Située sur les pentes abruptes d'une vallée en fer à cheval bordant le Slievemore, celle-ci s'ouvre environ quatre cents mètres au-dessus de la vallée. Sa formation est difficile à dater, mais très probablement antérieure aux glaciations de l'ère tertiaire. La grotte, composée de plusieurs grandes chambres reliées entre elles par des boyaux étroits, et développée sur deux niveaux distincts, s'est formée par la dissolution du calcaire dans les eaux souterraines. La grotte est désormais sèche, n'étant plus alimentée en eau.

### Flore et faune
La flore des monts Dartry compte notamment des mauves (celles-ci ne sont pas locales mais ont été introduites par l'Homme), des saxifrages, des sedums et des fougères exotiques. Le massif est notamment le seul site irlandais où pousse la saxifrage des Alpes.
Des rapaces ont probablement niché historiquement dans les montagnes, mais la présence humaine les en a fait disparaître. Au début du XXIe siècle, des aigles sont réintroduits dans le massif, mais au cours des premières années, il ne se reproduisent pas.

## Histoire
Dans la légende, la grotte de Diarmuid et Gráinne se nomme ainsi car Diarmuid Ua Duibhne y serait mort tué par Fionn Mac Cumhaill, tandis que son amante Grainne s'y serait ensuite suicidée de désespoir.
La mine de barytine de Glencarbury est exploitée de 1894 à 1979. Le minerai extrait est utilisé d'une part dans l'industrie de la peinture, et d'autre part pour alourdir les boues de forage dans l'industrie pétrolière. Après l'exploitation, les machines et les bâtiments sont restés sur place, constituant un patrimoine industriel aussi bien souterrain qu'à ciel ouvert.